# Christine Keitel-Kreidt

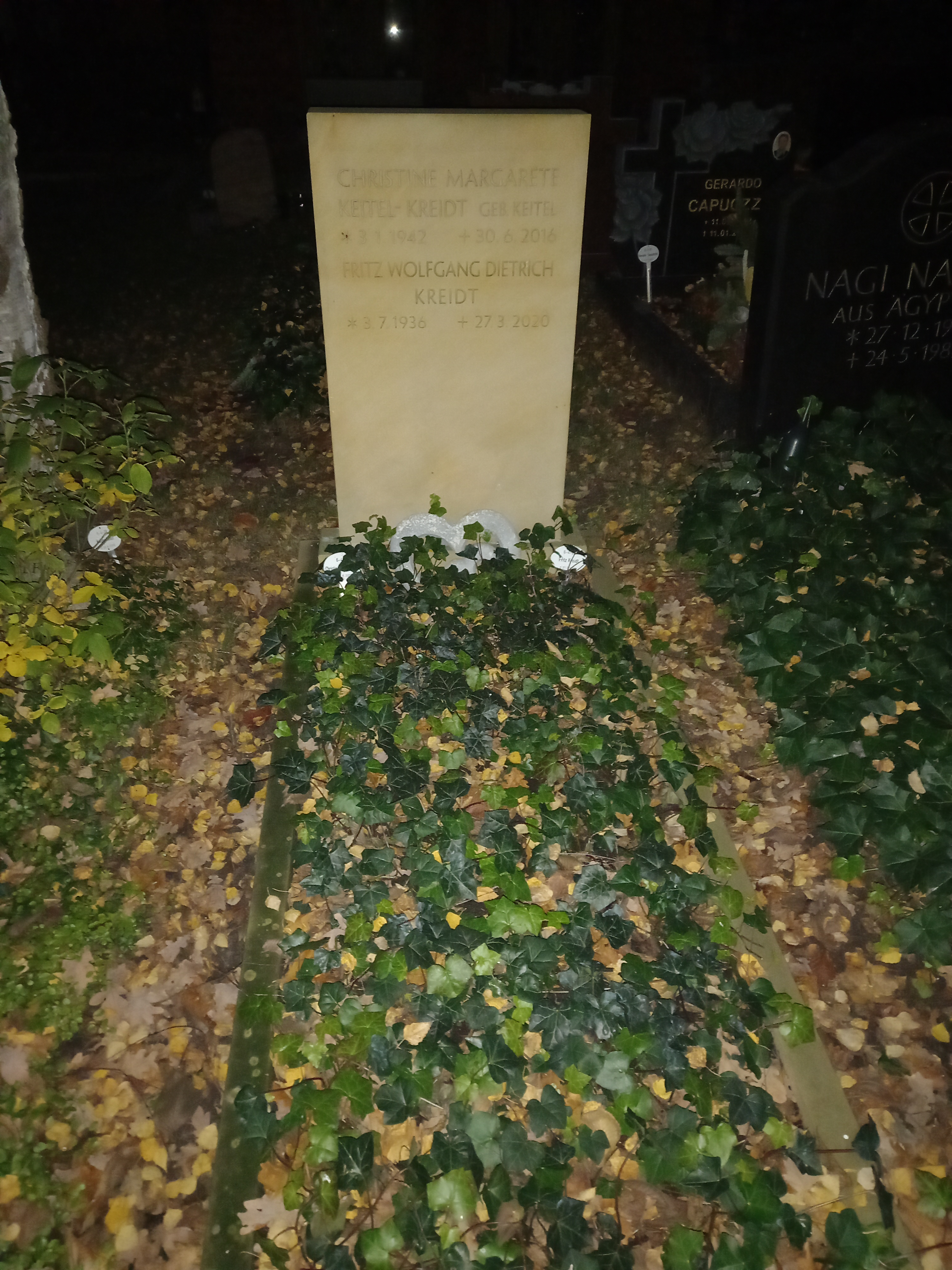
Das Grab von Christine Keitel-Kreidt und ihrem Ehemann Fritz Kreidt auf dem evangelischen Kirchhof Alt-Schönberg in Berlin

Christine Keitel-Kreidt, geb. Keitel (* 3. Januar 1942 in Zeitz; † 30. Juni 2016), war eine deutsche Mathematikdidaktikerin, die als Professorin und Vizepräsidentin an der Freien Universität Berlin wirkte.

## Leben
Christine Keitel verbrachte einen großen Teil ihrer Kindheit in der DDR, bevor sie im Alter von 13 Jahren mit ihrer Familie in die Bundesrepublik Deutschland kam. Später gab sie an, es sei ein Schock für sie gewesen, dass dort für Mädchen die humanistische Bildung im Vordergrund stand, während ihr vorher gefördertes Interesse an der Mathematik als ungewöhnlich angesehen wurde. Obwohl ihr schlechte Berufsaussichten prognostiziert wurden, entschloss sie sich nach dem Abitur für ein mathematikbezogenes Studium. Sie erhielt ein Stipendium der Studienstiftung des deutschen Volkes und studierte von 1963 bis zum Bestehen der Diplom-Vorprüfung Mathematik und Physik an der Universität Köln. Danach studierte sie Mathematik, Philosophie und Soziologie an der FU Berlin, wo sie 1969 mit dem Diplom in Mathematik abschloss.
Nach dem Studium war Keitel als wissenschaftliche Mitarbeiterin und Forschungsstipendiatin am Max-Planck-Institut für Bildungsforschung tätig. Dort beschäftigte sie sich mit der Curriculum-Entwicklung für den Mathematikunterricht. Von 1976 bis 1981 leitete sie das Projekt „Entwicklung von Ausbildungsmaterialien für die 2. Phase der Lehrerbildung“ am Institut für Didaktik der Mathematik in Bielefeld. 1981 wurde sie an der Universität Bielefeld mit einer Dissertation über Reformen des Mathematikunterrichts in den USA promoviert.
Ab 1981 arbeitete Keitel-Kreidt als wissenschaftliche Mitarbeiterin am Fachbereich Mathematik der Technischen Universität Berlin. 1986 habilitierte sie sich dort in „Didaktik der Mathematik“. Dabei handelte es sich um die erste Habilitation einer Frau im Bereich Mathematik an der TU Berlin. Danach lehrte Keitel-Kreidt an der TU als Privatdozentin und unterrichtete parallel dazu auch in der beruflichen Weiterbildung. 1990 wurde sie Oberassistentin (bzw. C2-Professorin) an der TU Berlin.
Im Jahr 1992 nahm Keitel-Kreidt den Ruf auf die C3-Professur im Bereich „Mathematik in der Grundschulpädagogik“ des Fachbereichs Erziehungswissenschaft und Psychologie der Freien Universität Berlin an. Sie wurde geschäftsführende Direktorin des Instituts sowie Vorsitzende der Ausbildungskommission des Fachbereichs und der Kommission für Lehrangelegenheiten der FU Berlin. Sie gehörte dort dem Akademischen Senat an und war langjährige Vorsitzende des Frauenrats, des Prüfungsausschusses Lehrerbildung und der Kommission für Nachwuchsförderung. Von 1997 bis 1999 und von 2007 bis 2010 war Keitel-Kreidt Vizepräsidentin der Universität. In dieser Funktion zeichnete sie unter anderem für Lehre und Studium, sozialwissenschaftliche Fächer sowie Frauenförderung verantwortlich. Die Umgestaltung der Studiengänge in Bachelor und Master fiel in ihre Amtszeit. 2010 ging sie in den Ruhestand.
Zu den Schwerpunkten der Forschung von Keitel-Kreidt gehörten unter anderem Mathematik als soziale Praxis, Philosophie und Soziologie der MINT, soziale Gerechtigkeit bei der mathematischen Bildung in Bezug auf Geschlecht, Ethnie und Gesellschaftsschicht, Schulpolitik sowie Geschichte und Stand des Mathematikunterrichts weltweit. Sie war von 1997 bis 2004 Präsidentin der Commission Internationale pour l’Étude et l’Amélioration de l’Enseignement des Mathématiques (CIEAEM), einer internationalen Kommission für die Verbesserung des Mathematikunterrichts, die seit 1950 jährliche Konferenzen zum Austausch über das Thema veranstaltet.
Für ihre Leistungen erhielt Keitel-Kreidt 1999 ein Forschungsstipendium der Alexander-von-Humboldt-Stiftung, das der Strukturentwicklung und Nachwuchsförderung im Bereich Mathematikdidaktik in Südafrika gewidmet war. Ihr wurde die Ehrendoktorwürde der University of Southampton (1999) und der Konstantin-Preslawski-Universität Schumen (2009) verliehen.
Christine Keitel-Kreidt war seit 1974 mit dem Maler Fritz Kreidt verheiratet und hatte einen Sohn (* 1979). Sie starb 2016 im Alter von 74 Jahren.

## Veröffentlichungen (Auswahl)
- Christine Keitel, Michael Otte, Falk Seeger: Text, Wissen, Tätigkeit: das Schulbuch im Mathematikunterricht. Scriptor, Königstein 1980, ISBN 3-589-20731-0.
- Reformen des Mathematikunterrichts in den USA : Geschichte, Reformkonzeptionen und Curriculumentwicklung. Dissertation. Bielefeld 1981.
- Geoffrey Howson, Christine Keitel, Jeremy Kilpatrick: Curriculum Development in Mathematics. Cambridge University Press, Cambridge 1981, ISBN 0-521-23767-X.
- Alan J. Bishop, M. A. Clements, Christine Keitel, Jeremy Kilpatrick, Frederick K. S. Leung (Hrsg.): Second International Handbook of Mathematics Education. Springer, Dordrecht 2003, ISBN 94-010-0273-8.
- Alan J. Bishop, Christine Keitel, Jeremy Kilpatrick; Frederick K. S. Leung, M. A. Clements (Hrsg.): Third International Handbook of Mathematics Education. Springer, New York 2013, ISBN 978-1-4614-4683-5.
- Bill Atweh, Christine Keitel: Social (In)Justice and International Collaborations in Mathematics Education. Bill Atweh, Marcelo Borba, Angela Calabrese Barton, Noel Gough, Christine Keitel et al.: Internationalisation and Globalisation in Mathematics and Science Education. Springer, Dordrecht 2007, ISBN 1-4020-5907-8, S. 95–111, doi:10.1007/978-1-4020-5908-7_6.
- Christine Keitel, Renuka Vithal: Mathematical Power as Political Power – The Politics of Mathematics Education. In: Philip C. Clarkson, Norma C. Presmeg (Hrsg.): Critical Issues in Mathematics Education. Springer, New York 2008, ISBN 978-0-387-09672-8, S. 167–188, doi:10.1007/978-0-387-09673-5_12.